# Бержере, Гастон
Жан Гастон Адриан Бержере (фр. Jean Adrien Gaston Bergeret; 30 августа 1840, Париж — 12 января 1921, Париж) — французский юрист и литератор.

## Биография
В молодые годы уехал в Лилль, где работал сотрудником банка и уже тогда мечтал стать писателем. В 1865 году в Лилле он сочинил совместно со своим другом Жери Леграном первую комедию «Государственные милости» (фр. Les Grâces d'État). Вскоре, однако, Бержере вернулся в Париж, где начал работать при Палате депутатов, дослужившись в итоге до должности руководителя аппарата.
Начиная с 1880 года Бержере публиковал книги и статьи по вопросам функционирования государственной экономики: «Механизм государственного бюджета» (фр. Mécanisme du budget de l'État; 1880, 8 выпусков), «Налоговые ресурсы Франции» (фр. Les Ressources fiscales de la France; 1883, 12 выпусков) и др. С предисловием и комментариями Бержере был опубликован принятый в 1880 году закон о налогах.
Одновременно с этим Бержере публиковался как прозаик, дебютировав романом «В официальном мире» (фр. Dans le Monde officeil, 1884), в беллетризованном виде рассказывавшим о работе правительства; эту же тему продолжил следующий роман Бержере «Три месяца власти» (фр. Trois mois de pouvoir, 1884). Среди последующих книг Бержере — романы «Семейство Блаш» (фр. La Famille Blache, 1885), «Провинциалка» (фр. Provinciale, 1887), сборник «Современные сказки» (фр. Contes modernes, 1887). Он написал также несколько комедий, в том числе «Альбом» (Париж, 1873) и «Уланская кадриль» (фр. Le Quadrille des Lanciers; Париж, 1884).
Кавалер Ордена Почётного легиона (1889).